# Estudos do progresso

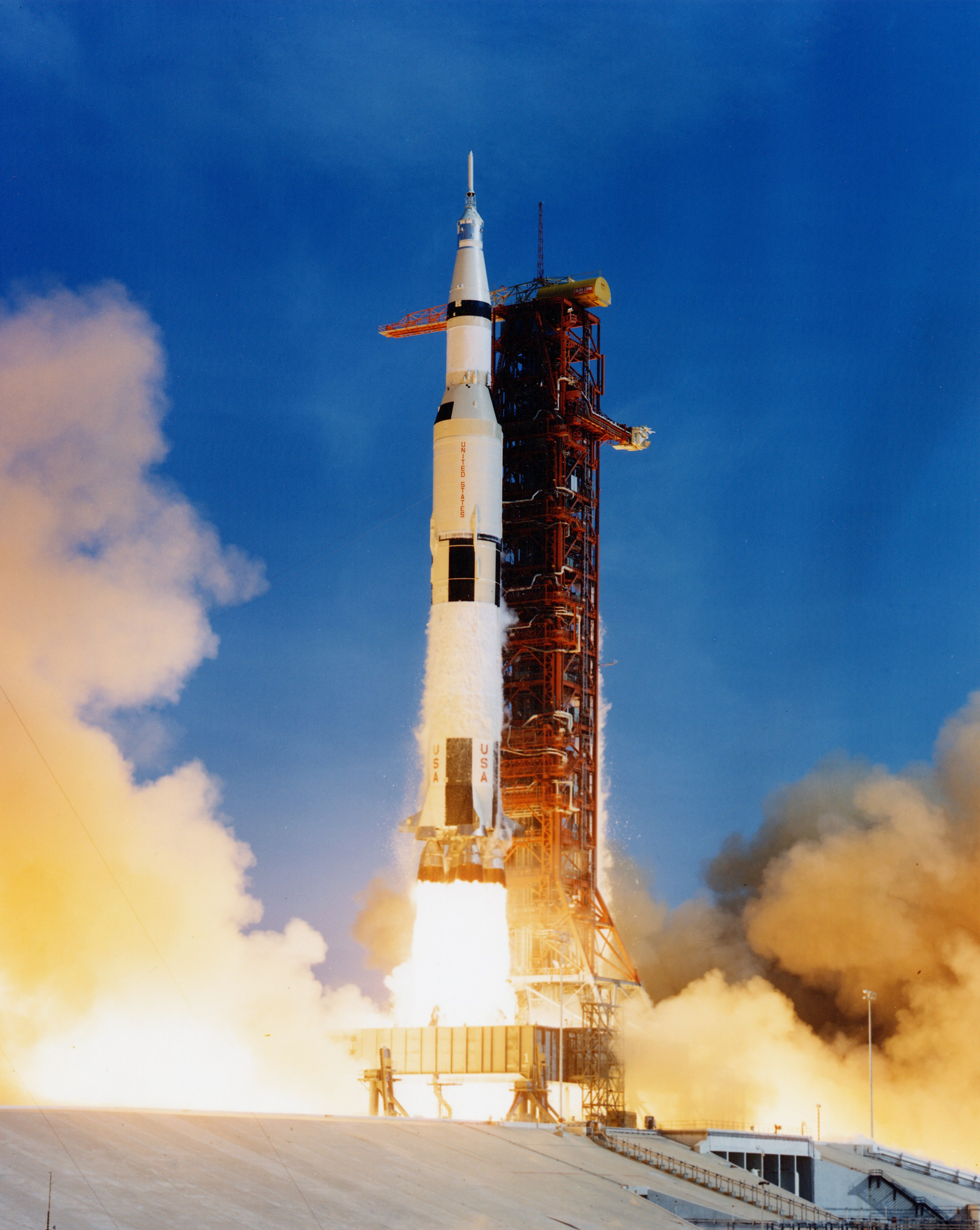
Apollo 11 Saturno V decolando em 16 de julho de 1969. O economista Tyler Cowen acredita que o período de crescimento americano anterior à década de 70 (incluindo a priorização do governo à exploração espacial) se deveu à exploração de "frutos fáceis" em termos de tecnologia e mão de obra.

Estudos do progresso são um movimento intelectual focado em "descobrir por que o progresso acontece e como fazê-lo acontecer mais rápido". O termo "estudos do progresso" foi cunhado em um artigo de 2019 para The Atlantic, intitulado "Precisamos de uma nova ciência do progresso", de Tyler Cowen e Patrick Collison.
O movimento examina o progresso nos padrões de vida através das lentes da ciência, tecnologia, economia, história, filosofia e cultura. Inclui trabalho sobre a definição e medição do progresso, bem como políticas e programas destinados a melhorar a taxa de inovação tecnológica.

## História
Após a publicação do artigo principal, Cowen e Collison foram recebidos por Mark Zuckerberg para um podcast. Na mesma época, Jason Crawford dedicou-se em tempo integral ao seu popular blog "The Roots of Progress", apelando a "uma compreensão mais clara da natureza do progresso, das suas causas, do seu valor e importância, de como podemos gerir os seus custos e riscos e, em última análise, de como podemos acelerar o progresso, garantindo ao mesmo tempo que é benéfico para a humanidade". Desde então, o Roots of Progress tornou-se um instituto de investigação, que atribui bolsas. Noutro local, a revista online Works in Progress foi criada por Sam Bowman, Saloni Dattani, Ben Southwood e Nick Whitaker em 2020, “dedicada a partilhar ideias novas e subestimadas para melhorar o mundo”. A publicação foi posteriormente adquirida pela Stripe Press em 2022. Alec Stapp e Caleb Watney fundaram o think tank Institute for Progress em 2021, uma "organização de investigação e defesa apartidária dedicada a acelerar o progresso científico, tecnológico e industrial, ao mesmo tempo que salvaguarda o futuro da humanidade".
O campo emergente influenciou o discurso político mais amplo, principalmente nos Estados Unidos da América. Em resposta ao artigo de Cowen e Collison, o colunista do New York Times Ezra Klein escreveu: "As questões que animam os estudos de progresso não são meros exercícios acadêmicos; são centrais para compreender como podemos criar um futuro melhor para todos." Num artigo subsequente sobre o progressismo do lado da oferta, Klein escreveu que a política progressista "exige um movimento que leve a inovação tão a sério quanto leva a acessibilidade."

## Ideias
Jason Crawford, fundador do Roots of Progress Institute, disse que "Progresso é tudo o que ajuda os seres humanos a viverem vidas melhores: mais longas, mais felizes, mais saudáveis, em mente, corpo e espírito." Os humanos experimentaram um progresso sem precedentes ao longo do último século, medido pela proporção de pessoas que vivem em extrema pobreza, pela esperança de vida, pela educação e pela quantidade de tempo de lazer que as pessoas têm. No entanto, de acordo com o Our World in Data, mais de 90% das pessoas pensam que o mundo está piorando ou a permanecer na mesma. Os defensores dos estudos do progresso acreditam que o mundo melhorou, ao mesmo tempo que acreditam que há muito espaço para melhorias e que a humanidade deve continuar a lutar por um futuro ainda melhor.